# Windsor Gotfredsons
Die Windsor Gotfredsons waren ein kanadisches Eishockeyfranchise der International Hockey League aus Windsor, Ontario. Die Spielstätte der Gotfredsons und deren Nachfolgevereine war die Windsor Arena. 

## Geschichte
Die Windsor Gotfredsons wurden im Jahr 1945 gegründet und waren eines der Gründungsmitglieder der International Hockey League. Der Klub bestand nur ein Jahr und nannte sich ab 1946 Windsor Staffords. Die Staffords erreichten in ihrer ersten Saison den ersten Platz der IHL. In der folgenden Spielzeit belegte das Team den sechsten Rang. Die Staffords verloren 21 Spiele und gewannen lediglich acht. Im Sommer 1948, nur zwei Jahre nach der ersten Umbenennung, änderte der Verein erneut seinen Namen und spielte fortan als Windsor Ryan Cretes in der IHL. Die Ryan Cretes bestanden bis 1950, ehe sie sich auflösten.

## Saisonstatistik
Abkürzungen: GP = Spiele, W = Siege, L = Niederlagen, T = Unentschieden, OTL = Niederlagen nach Overtime SOL = Niederlagen nach Shootout, Pts = Punkte, GF = Erzielte Tore, GA = Gegentore, PIM = Strafminuten
| Saison  | GP | W  | L  | T | OTL | SOL | Pts | GF  | GA  | Platz     | Playoffs           |
| 1945–46 | 15 | 8  | 4  | 3 | —   | —   | 19  | 90  | 72  | 2., IHL   |                    |
| 1946–47 | 28 | 17 | 8  | 3 | —   | —   | 37  | 167 | 138 | 1., IHL   |                    |
| 1947–48 | 30 | 8  | 21 | 1 | —   | —   | 17  | 117 | 188 | 6., IHL   | nicht qualifiziert |
| 1948–49 | 31 | 0  | 25 | 6 | —   | —   | 6   | 89  | 177 | 6., North | nicht qualifiziert |
| 1949–50 | 40 | 10 | 25 | 5 | —   | —   | 25  | 152 | 236 | 5., IHL   | nicht qualifiziert |